# Joseph Maigrot
Pour les articles homonymes, voir Maigrot.
Joseph Maigrot (né le 2 juin 1900 à Rimaucourt et mort le 30 mai 1983 au Chesnay) est un athlète et éducateur français qui a particulièrement marqué l'histoire du sprint et des relais.

## Biographie
Joseph Maigrot (2 juin 1900 à Rimaucourt - 30 mai 1983 au Chesnay).  
Études primaires à Doulaincourt. Il quitte l’école à 12 ans avec son certificat d'études. Il joue parfois au football. À 15 ans, il travaille à l’usine de Manois où travaille son père puis dans une fonderie près de Toul et un an après rejoint son père à l’usine Moinard, avenue Daumesnil à Paris, pour travailler comme compagnon ajusteur.
Puis à 18 ans, en 1918, il s’engage dans le Régiment des sapeurs-pompiers de Paris ; il y restera près de 24 ans ; il y pratique la gymnastique aux agrès, la barre fixe, les barres parallèles, etc. Il reçoit la médaille d’argent pour acte de courage et de dévouement à la suite d’un incendie à la Bibliothèque nationale. 
En 1921, il est promu sergent dans le Régiment des sapeurs pompiers de Paris et y restera jusqu’en 1942, année où il prend sa retraite avec le grade d’adjudant-chef.
Durant cette période, il pratique le rugby et l’athlétisme (en tant que hurdleur en 200m haies, en sprint) au Racing Club de France où Géo André l’oriente vers les courses de haies. En 1934, il prend en charge l’entraînement de la section d’athlétisme du RCF un des plus grands clubs français. Pendant huit années, il concilie donc son activité de pompier avec celle d’entraîneur au Racing. C'est sa nomination en 1942 à l’Institut National des Sports (INS) en tant que conseiller technique national qui l’amène à quitter le corps des sapeurs-pompiers.
Puis il devient entraîneur national d’athlétisme (spécialisé en sprint, relais et haies) à la Fédération française d'athlétisme (FFA) où il contribue aux carrières de grands champions tels Jocelyn Delecour, Marc Berger, Claude Piquemal et Roger Bambuck (4x100m) et aussi de Abdoulaye Seye, Paul Genevay, Bernard Laidebeur.
Son rôle éducatif dans le secteur du sprint et des relais, notamment le relais 4x100m, est éminent avec des records d’Europe, des médailles olympiques en 1964 et 68. Joseph Maigrot fut à n’en pas douter une figure exceptionnelle de l’athlétisme français, un véritable mythe !
Sous sa houlette, l’Équipe de France vole de victoire en victoire. Joseph Maigrot réussit à créer une osmose entre quatre athlètes aux caractères difficiles. Mais il met aussi en place une véritable technicité, avec notamment une transmission du relais « par le bas » (coude fléchi et main fléchie vers le sol plutôt que bras tendu à l’horizontale) que la France devient la seule à adopter et qui devient ainsi sa spécificité.
Il exercera sous le statut d’Inspecteur principal de la Jeunesse et des Sports.
Le grand stade couvert de l’Institut national du sport (Insep), dans le bois de Vincennes, qui fut inauguré en 1965 par le général de Gaulle, portera ensuite le nom de « halle Joseph-Maigrot ».

## Reconnaissance
Inspecteur principal de la Jeunesse et des Sports, Joseph Maigrot est chevalier de la Légion d’honneur, titulaire de la médaille militaire, de la médaille d'honneur pour acte de courage et de dévouement et de la médaille d'or de la Jeunesse et des Sports.
- Chevalier de la Légion d'honneur
- Médaille militaire
- Médaille d'honneur pour acte de courage et de dévouement, argent 2e classe
- Médaille de la jeunesse, des sports et de l'engagement associatif, or

De nombreuses installations sportives en France portent son nom dont le stade couvert de l’INSEP.